# 유엔 아동 권리 위원회
유엔 아동 권리 위원회(兒童權利委員會, 영어: Committee on the Rights of the Child, CRC)는 아동의 권리에 관한 협약에 의해 창설된 유엔 산하 인권 기구이다.

## 같이 보기
- 아동의 권리에 관한 협약(UNCRC)
- 아동 복지
- 아동복지법
- 아동 노동
- 아동 성학대
- 아동 성매매
- 소년법